# Ramaria pumila
Ramaria pumila är en svampart som beskrevs av Schild 1992. Ramaria pumila ingår i släktet Ramaria och familjen Gomphaceae.   Inga underarter finns listade i Catalogue of Life.